# Tanjung Sari (Tanjungsari)
Tanjung Sari is een bestuurslaag in het regentschap Bogor van de provincie West-Java, Indonesië. Tanjung Sari telt 5755 inwoners (volkstelling 2010).